# Karanos (König)

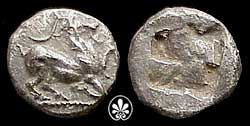
Trihemiobole aus Aigai, vor 500 v. Chr. Das Motiv wird mit dem Karanos-Orakel in Verbindung gebracht.

Karanos (altgriechisch Κάρανος Káranos) soll der erste König von Makedonien gewesen sein. Seine Historizität ist in der Forschung jedoch umstritten, weshalb auch die folgenden Aussagen mit Vorsicht zu betrachten sind. Er soll im frühen achten Jahrhundert v. Chr. geherrscht haben und war angeblich der Begründer der Dynastie der Argeaden.
Karanos soll der Überlieferung zufolge der Sohn des Aristodamidas gewesen sein, des Königs von Argos aus dem Haus der Temeniden. Als Aristodamidas gestorben war, übernahm Pheidon die Herrschaft über Argos und verjagte Karanos. Karanos begab sich nach Delphi und befragte das dort beheimatete Orakel. Das Orakel sagte er werde geführt von Ziegen ein Königreich finden. So begab er sich nach Makedonien. Er verfolgte eine Ziegenherde, die vor einem Sturm floh und gelangte so nach Edessa in Emathia, die er zu seiner Hauptstadt machte und in Aigai umbenannte (von altgriech. αἲξ aíx, deutsch ‚Ziege‘, oder αἰγίς aigís, deutsch ‚Sturmwolke‘). Karanos führte Kriege gegen seine Nachbarn und war der erste, der alle Völker Makedoniens in einem Reich vereinte.
Eine Legende erzählt, er habe nach seinem Sieg über Kisseus, einen benachbarten König, ein Siegesmal errichtet, so wie es in Argos üblich war. Daraufhin sei ein Löwe vom Olymp herabgestiegen und habe es zerstört. Karanos erkannte durch den Hinweis der Götter, dass man keine Siegesmäler errichten dürfe, wenn man eine Auseinandersetzung friedlich beenden möchte. Worauf er anordnete, dies in Zukunft zu unterlassen. Selbst Alexander der Große soll sich noch daran gehalten haben. Karanos soll sein Sohn Koinos nachgefolgt sein, doch dürfte auch er nicht historisch gewesen sein.